# Petit-Réderching
Petit-Réderching és un municipi francès, situat al departament del Mosel·la i a la regió del Gran Est. L'any 2007 tenia 1.495 habitants.

## Demografia

### Població
El 2007 la població de fet de Petit-Réderching era de 1.495 persones. Hi havia 590 famílies, de les quals 124 eren unipersonals (56 homes vivint sols i 68 dones vivint soles), 213 parelles sense fills, 193 parelles amb fills i 60 famílies monoparentals amb fills.
La població ha evolucionat segons el següent gràfic:
Habitants censats

### Habitatges
El 2007 hi havia 628 habitatges, 600 eren l'habitatge principal de la família, 4 eren segones residències i 24 estaven desocupats. 550 eren cases i 75 eren apartaments. Dels 600 habitatges principals, 486 estaven ocupats pels seus propietaris, 100 estaven llogats i ocupats pels llogaters i 14 estaven cedits a títol gratuït; 4 tenien una cambra, 17 en tenien dues, 50 en tenien tres, 110 en tenien quatre i 419 en tenien cinc o més. 548 habitatges disposaven pel capbaix d'una plaça de pàrquing. A 262 habitatges hi havia un automòbil i a 306 n'hi havia dos o més.

### Piràmide de població
La piràmide de població per edats i sexe el 2009 era:
| Homes | Edats   | Dones |
| ----- | ------- | ----- |
| 0     | 95 o +  | 0     |
| 0     | 90 a 94 | 4     |
| 0     | 85 a 89 | 4     |
| 8     | 80 a 84 | 0     |
| 12    | 75 a 79 | 20    |
| 36    | 70 a 74 | 40    |
| 40    | 65 a 69 | 40    |
| 36    | 60 a 64 | 36    |
| 32    | 55 a 59 | 36    |
| 40    | 50 a 54 | 48    |
| 56    | 45 a 49 | 52    |
| 84    | 40 a 44 | 56    |
| 56    | 35 a 39 | 76    |
| 88    | 30 a 34 | 68    |
| 64    | 25 a 29 | 44    |
| 24    | 20 a 24 | 28    |
| 48    | 15 a 19 | 68    |
| 64    | 10 a 14 | 56    |
| 44    | 5 a 9   | 52    |
| 64    | 0 a 4   | 44    |

## Economia
El 2007 la població en edat de treballar era de 1.012 persones, 707 eren actives i 305 eren inactives. De les 707 persones actives 657 estaven ocupades (355 homes i 302 dones) i 50 estaven aturades (21 homes i 29 dones). De les 305 persones inactives 105 estaven jubilades, 74 estaven estudiant i 126 estaven classificades com a «altres inactius».

### Ingressos
El 2009 a Petit-Réderching hi havia 586 unitats fiscals que integraven 1.525 persones, la mediana anual d'ingressos fiscals per persona era de 17.872 €.

### Activitats econòmiques
Dels 55 establiments que hi havia el 2007, 3 eren d'empreses extractives, 2 d'empreses alimentàries, 7 d'empreses de fabricació d'altres productes industrials, 11 d'empreses de construcció, 10 d'empreses de comerç i reparació d'automòbils, 2 d'empreses de transport, 5 d'empreses d'hostatgeria i restauració, 3 d'empreses financeres, 2 d'empreses de serveis, 7 d'entitats de l'administració pública i 3 d'empreses classificades com a «altres activitats de serveis».
Dels 18 establiments de servei als particulars que hi havia el 2009, 1 era una oficina bancària, 1 taller de reparació d'automòbils i de material agrícola, 3 paletes, 1 guixaire pintor, 3 fusteries, 2 lampisteries, 1 perruqueria, 1 veterinari, 4 restaurants i 1 saló de bellesa.
Dels 3 establiments comercials que hi havia el 2009, 2 eren fleques i 1 una botiga d'electrodomèstics.
L'any 2000 a Petit-Réderching hi havia 16 explotacions agrícoles que ocupaven un total de 330 hectàrees.

## Equipaments sanitaris i escolars
L'únic equipament sanitari que hi havia el 2009 era una ambulància.
El 2009 hi havia 1 escola maternal i 1 escola elemental.

## Poblacions més properes
El següent diagrama mostra les poblacions més properes.